# Pušća (Zagorska Sela)
Pušća is een plaats in de gemeente Zagorska Sela in de Kroatische provincie Krapina-Zagorje. De plaats telt 82 inwoners (2001).